# Allan C. Carlson

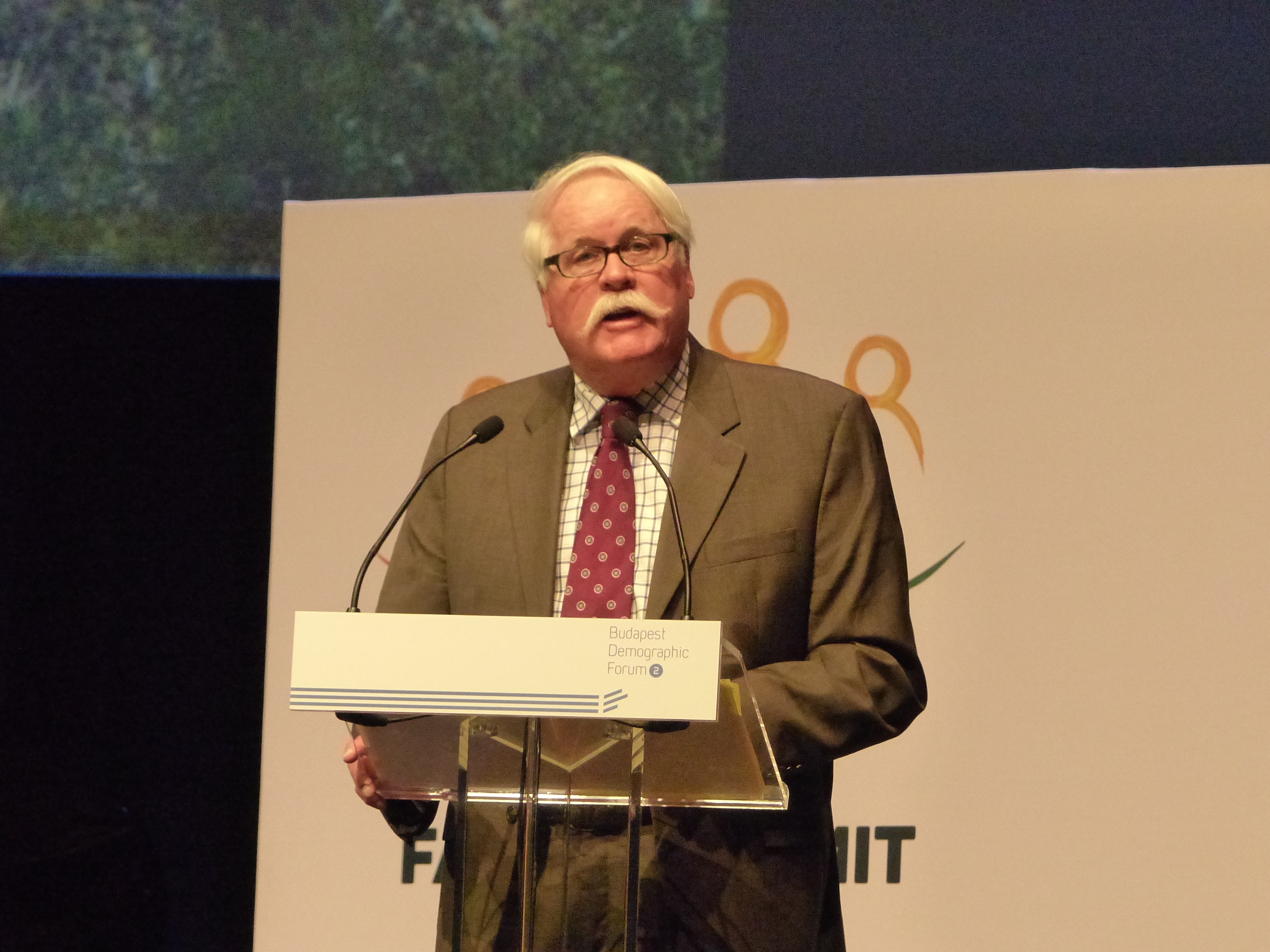
Allan C. Carlson

Allan C. Carlson (* 1949 in Des Moines) ist ein US-amerikanischer Historiker und Autor.

## Leben
Carlson studierte Geschichte am Augustana College in  Rock Island, Illinois und an der Ohio State University. Nach dem Ph.D. arbeitete er für den Lutheran Council in America und war NEH-Fellow am konservativen Thinktank American Enterprise Institute. 1979 wurde er Lecturer am Gettysburg College in Gettysburg, Pennsylvania und 2003 des Oriel College der Universität Oxford (England). 1988 wurde er in die Rockefeller Commission berufen. In den 1980er Jahren wurde er Mitglied des konservativen Thinktanks Rockford Institute in Rockford, Illinois. Außerdem ist er Präsident des Howard Center for Family, Religion and Society, Direktor des Family in America Studies Center und Mitglied des Woodrow Wilson International Center for Scholars in Washington, D.C. sowie als Berater, Fellow und Gastredner im In- und Ausland tätig. 1997 organisierte er The World Congress of Families in Prag; drei Jahre später dann den in Genf. Er Professor für Geschichte am Hillsdale College in Hillsdale, Michigan. Carlson ist verheiratet und hat vier Kinder.

## Schriften (Auswahl)
- Family Questions: Reflections on the American Social Crisis. Transaction Press, Somerset 1988, ISBN 0-88738-206-1.
- The Swedish Experiment in Family Politics: The Myrdals and the Interwar Population Crisis. Transaction Press, Somerset 1990, ISBN 0-88738-299-1.
- From Cottage to Work Station: The Family’s Search for Social Harmony in the Industrial Age. Ignatius Press, San Francisco 1993, ISBN 0-89870-429-4.
- The New Agrarian Mind: The Movement Toward Decentralist Thought in 20th Century America, Transaction Press, Somerset 2000, ISBN 0-7658-0590-1.
- The American Way: Family and Community in the Shaping of the American Identity. ISI Books, Wilmington 2003, ISBN 1-932236-11-2.
- Third Ways: How Bulgarian Greens, Swedish Housewives, and Beer-Swilling Englishmen Created Family-Centered Economies—and Why They Disappeared. ISI Books, Wilmington 2007, ISBN 978-1-933859-40-8.